# (33124) 1998 BN33
1998 BN33 (asteroide 33124) é um asteroide da cintura principal. Possui uma excentricidade de 0.21069090 e uma inclinação de 7.48133º.
Este asteroide foi descoberto no dia 31 de janeiro de 1998 por Takao Kobayashi em Oizumi.